# Bộ Hiệp
Bộ Hiệp (tiếng Trung: 步協; bính âm: Bu Xie), không rõ tên tự, là tướng lĩnh Đông Ngô thời Tam Quốc trong lịch sử Trung Quốc.

## Cuộc đời
Bộ Hiệp quê ở huyện Hoài Âm, quận Hạ Bi, vốn thuộc quận Lâm Hoài, Từ Châu, là con trai trưởng của đại thần Bộ Chất.
Năm 247, Bộ Chất chết, Bộ Hiệp tập tước Lâm Tương hầu, tiếp quản quân đội của cha, gia phong hàm Phủ quân tướng quân.
Năm 263–264, Tào Ngụy diệt Thục Hán, Tôn Hưu phái Trấn quân tướng quân Lục Kháng, Phủ quân tướng quân Bộ Hiệp, Chinh tây tướng quân Lưu Bình, Thái thú Kiến Bình Thịnh Mạn cầm quân tấn công trọng trấn Vĩnh An của Thục Hán, mưu đồ đánh chiếm Ba Đông, không chế toàn bộ thủy vực Trường Giang. Tướng trấn thủ Vĩnh An là La Hiến tiến hành tử thủ, cản bước quân Ngô, lại sai phó tướng Dương Tông cầu viện quân Ngụy. Sau 6 tháng tấn công bất thành, tướng Ngụy là Hồ Liệt tấn công trọng trấn Tây Lăng, quân Ngô buộc phải rút lui.
Khoảng giữa năm 265–272, Bộ Hiệp chết, con trai Bộ Ky tập tước Lâm Tương hầu, quân đội giao cho em trai Bộ Xiển khống chế. Năm 272, Bộ Xiển phản Ngô, bị Lục Kháng tiêu diệt, cả gia tộc họ Bộ bị tru di, trừ con thứ hai của Bộ Hiệp là Bộ Tuyền làm con tin ở Tấn.

## Gia đình
- Bộ Ky (步璣), con trai trưởng, tập tước Lâm Tương hầu. Năm 272, hàng Tấn, thụ phong Tán kỵ thường thị, lĩnh thái thú Lư Lăng, tước Giang Lăng hầu, bị Lục Kháng giết.[2]
- Bộ Tuyền (步璿), con trai thứ. Năm 272, hàng Tấn, làm con tin ở Lạc Dương, thụ phong Cấp sự trung, Tuyên uy tướng quân, tước Đô hương hầu.[2]

## Trong văn hóa
Bộ Hiệp không xuất hiện trong tiểu thuyết Tam quốc diễn nghĩa của La Quán Trung.